# Амфитрион (Клейст)
«Амфитрион» (нем. Amphitryon) — пьеса немецкого писателя Генриха фон Клейста, написанная в 1803 году и впервые опубликованная в 1807 году.
В этой пьесе Клейст использовал классический сюжет из античной мифологии. Верховный бог Юпитер принимает облик фиванского военачальника Амфитриона, чтобы разделить ложе с его женой Алкменой. Амфитрион узнаёт об этом, но ему приходится смириться с участью рогоносца, а Алкмена спустя девять месяцев рожает сына Геракла.
До Клейста об Амфитрионе писали Плавт и Мольер. Клейсту удалось придать этому сюжету новый колорит, создать яркие образы (в первую очередь заглавного героя и Алкмены). 